# Seul autour du monde
Seul autour du monde, publié en anglais en 1900 sous le titre Sailing Alone Around the World et traduit initialement en français sous le titre Seul autour du monde sur un voilier de onze mètres, est le récit autobiographique du tour du monde à la voile en solitaire réalisé par Joshua Slocum.

## La circumnavigation
Joshua Slocum est un capitaine de voilier canadien né en 1844 à Wilmot Township, dans le comté d'Annapolis, en Nouvelle-Écosse. Orphelin à 16 ans, il navigue au long-cours durant la seconde moitié du XIXe siècle dans les mers d'Extrême-Orient et du Pacifique. Il est naturalisé américain à 25 ans.
Mis précocement en semi-retraite en 1894 par la généralisation de la vapeur, il décide de reconstruire un ancien bateau de pêche, le Spray. C'est sur ce sloop de 11 mètres et autant de tonnes qu'il va réaliser son tour de monde.
Celui-ci, de 1895 à 1898, le conduira de Boston à Gibraltar, puis à Rio de Janeiro, à Montevideo, au détroit de Magellan, aux Îles Marquises, aux Îles Samoa, en Australie, à l'île Maurice, Port Natal, Sainte Hélène, Antigua et New York.

## Le récit
Publié en 1900 sous le titre Sailing Alone Around the World par The Century Company à New York, puis dans tout le monde anglo-saxon, le récit autobiographique de Joshua Slocum, illustré par Thomas Fogarty et George Varian, prolonge le succès rencontré par l'exploit de son tour du monde à la voile en solitaire inédit. Le livre n'est traduit en France, par Paul Budker, sous le titre Seul autour du monde sur un voilier de onze mètres, qu'en 1930 par les Éditions Chiron. Régulièrement réédité, il rencontre de ce côté de l'Atlantique le même succès retentissant auprès des amateurs d'aventures maritimes pour lesquels il devient une référence. L'exploit n'est pas seul à attirer les lecteurs : le succès du livre doit aussi beaucoup à la qualité d'écriture de son auteur et au bonheur d'être en mer que respire le texte.

## Appendice
Le récit en vingt-et-un chapitres, illustrés dans les premières éditions, est complété par un appendice présentant quelques plans du Spray. 

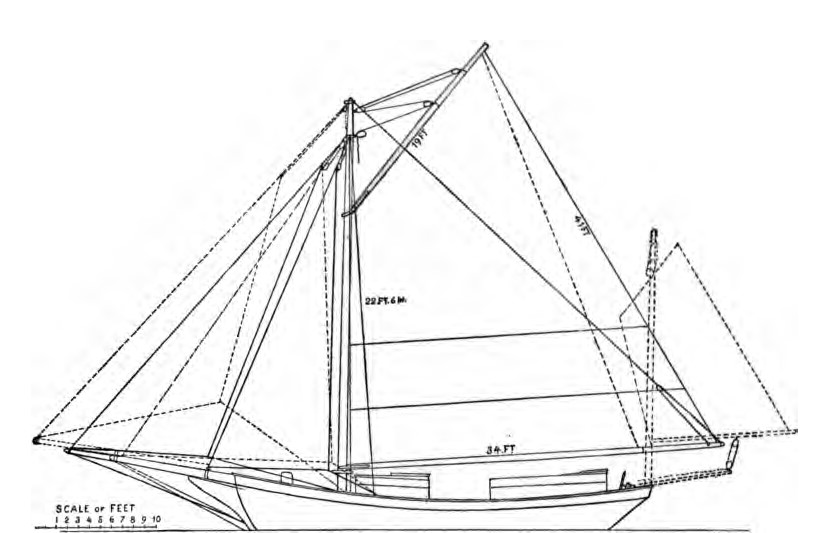
Plan de la voilure.
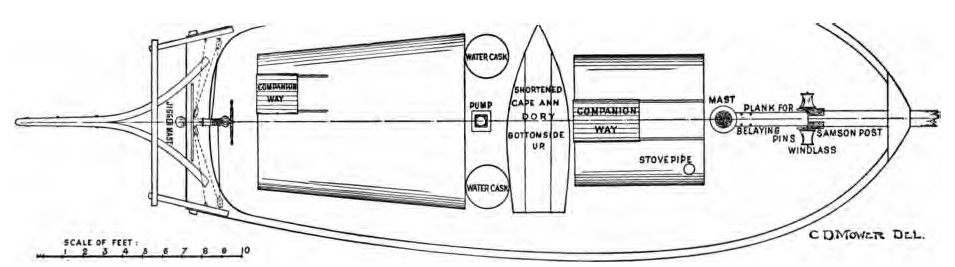
Plan du pont.
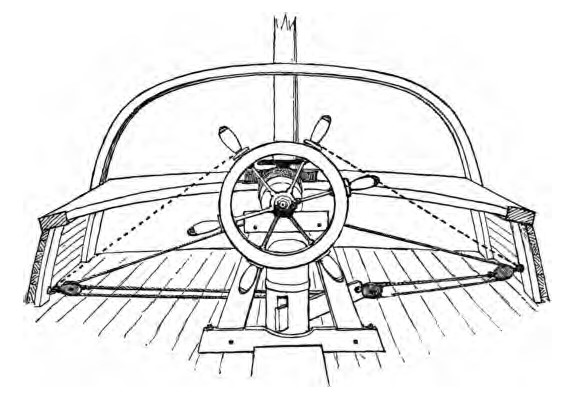
Barre du gouvernail.
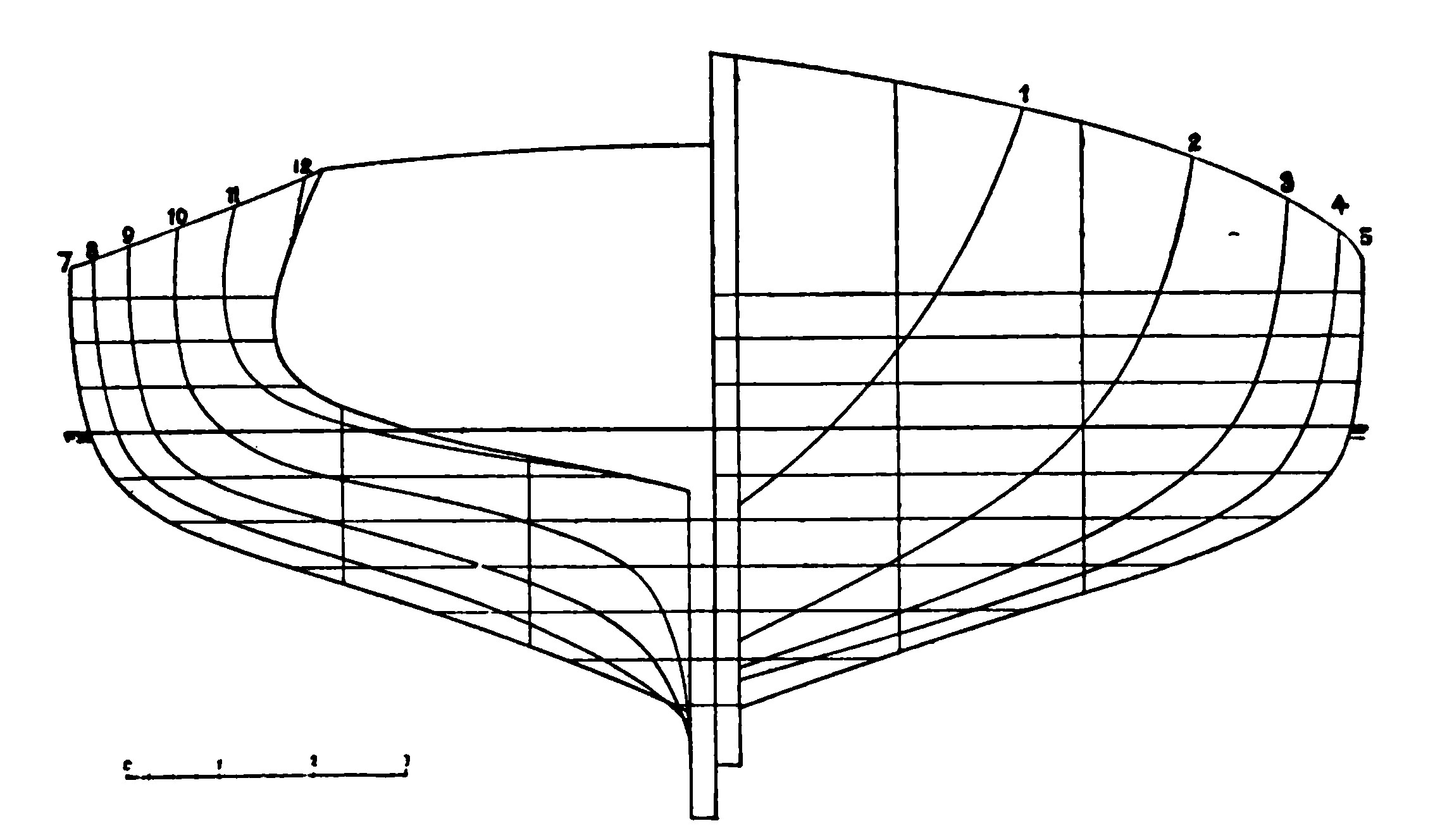
Coupe de la coque.
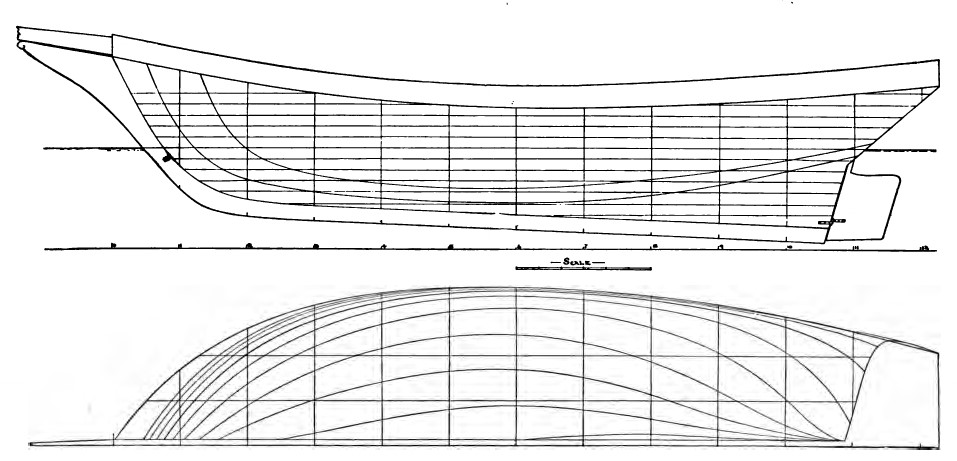
Ligne de la coque.